# Cuore, muscoli e cervello
Cuore, muscoli e cervello è un triplo album raccolta del cantautore italiano Enrico Ruggeri, pubblicato nel 2006.

## Il disco
In copertina è presente Ruggeri che sorride aggiustandosi la cravatta.
Nell'ottobre dello stesso anno ne fu incisa una versione ridotta in un solo disco, che però non presenta i tre brani inediti.

## Tracce
Cuore
1. Fiore della strada (inedito) - 4:12
2. Non finirà (nuova versione 2006) - 3:48
3. Quante vite avrei voluto - 4:56
4. La vie en rouge - 4:08
5. I dubbi dell'amore (live) - 5:14
6. La chanson de Mimie - 4:47
7. Perduto amore - 3:54
8. Quando sogno non ho età - 4:00
9. ...Y Geppetto se quedó de nuevo solo - 3:50
10. A un passo dalle nuvole - 3:49
11. Rien ne va plus (live) - 4:46
12. Quello che le donne non dicono (live) - 4:30
13. Marta che parla con Dio (live) - 4:10
14. Prima del temporale (live) - 4:16
15. Il portiere di notte (live 2006) - 6:11
16. Il mare d'inverno (live 2006) - 4:47

Muscoli
1. La guerra dei poveri (inedito) - 3:47
2. Polvere (nuova versione 2006) - 4:00
3. Rostros perdidos - 4:58
4. Gimondi e il Cannibale - 4:43
5. Anna e il freddo che ha - 4:36
6. Sonnambulismo - 3:40
7. La preghiera del matto - 4:32
8. L' americano medio - 4:25
9. Eroi solitari - 4:16
10. Sweet Jane - 4:37
11. Il lavaggio del cervello - 4:21
12. Peter Pan (live) - 5:18
13. Mistero (live 2006) - 4:03
14. Ti avrò (live 2006) - 4:57
15. Poco più di niente (live 2006) - 5:31
16. Vivo da re (live 2006) - 4:20

Cervello
1. La ruota gira (inedito) - 3:39
2. Nessuno tocchi Caino - 4:11
3. Primavera a Sarajevo - 3:45
4. El ilusionista - 2:40
5. Gli occhi del musicista - 3:45
6. Il matrimonio di Maria - 3:03
7. Il vitello dai piedi di balsa - 3:32
8. I naviganti - 3:49
9. Il fantasista - 4:12
10. Paisà - 3:53
11. Il romantico aviatore - 4:13
12. Certe donne (live) - 3:57
13. La bandiera (live) - 4:46
14. Nuovo swing (live) - 4:29
15. Ulisse/Fango e stelle (live) - 4:31
16. Contessa (live 2006) - 4:24

## Musicisti
- Enrico Ruggeri - voce
- Luigi Schiavone - basso, chitarra, mandolino, tastiera
- Marco Mangelli - basso
- Lorenzo Poli - basso
- Marco Orsi - batteria
- Andrea Mirò - chitarra acustica, pianoforte
- Pino Di Pietro - pianoforte, tastiera
- Davide Brambilla - fisarmonica, tastiera, tromba
- Michele Brambilla - clarinetto

## Classifica FIMI
| Posizione | 29 | 64 | 68 | 72 | 68 | - |